# Tetragnatha perkinsi
Tetragnatha perkinsi är en spindelart som beskrevs av Simon 1900. Tetragnatha perkinsi ingår i släktet sträckkäkspindlar, och familjen käkspindlar. Inga underarter finns listade i Catalogue of Life.